# Wołodymyr Szajan
Wołodymyr Petrowycz Szajan, ukr. Володимир Петрович Шаян, Włodzimir Szajan, Wolhodymyr Shayan (ur. 2 sierpnia 1908 we Lwowie, zm. 15 lipca 1974 w Londynie) – ukraiński filozof, orientalista-sanskrytolog, religioznawca, psycholog i nauczyciel, poeta, prozaik, tłumacz. Inicjator odrodzenia rodzimowierstwa słowiańskiego na Ukrainie, jeden z pierwszych badaczy Księgi Welesa.

## Życiorys
W 1927 skończył gimnazjum we Lwowie, następnie na Uniwersytecie Lwowskim studiował filozofię, sanskryt, języki europejskie i literaturę. Początkowo interesował się Heglem i Husserlem, później, po doznanym objawieniu na górze Grechit na Huculszczyźnie (1934), opisanym w formie zbeletryzowanej w książeczce w języku ukraińskim Terpynnia mołodoho Hucuła ("Ciepienia młodego Hucuła", Lwów 1936), zainteresował się szczególnie religią starowedyjską i jej relacją do religii Słowian. W czasie studiów indologicznych pod kierunkiem prof. Stefana Stasiaka zaprzyjaźnił się w ks. Franciszkiem Tokarzem. Efektem tego były publikacje w języku polskim - dwa tomiki przekładów z Rygwedy  Studia na Uniwersytecie Jana Kazimierza ukończył obroną pracy (w języku polskim) pt. "Indra w Rygwedzie", w której wskazywał na tożsamość indyjskiego Indry ze słowiańskim Perunem. W latach 1939–1941 (za pierwszej sowieckiej okupacji Lwowa) był asystentem prof. Stasiaka na indologii Uniwersytetu im. Iwana Franki we Lwowie. Od 1944 roku przebywał na emigracji, gdzie był jednym z założycieli Ukraińskiej Wolnej Akademii Nauk. Po wojnie pracował w bibliotece im. Tarasa Szewczenki przy Związku Ukraińców w Wielkiej Brytanii. Od 1969 roku piastował funkcję prezydenta Europejskiego Prezydium UWAN. Był również przywódcą Związku Wolnych Dziennikarzy oraz redaktorem naczelnym wydawanego w Toronto od 1968 roku pisma „Switannia”, wokół którego w 1972 roku zawiązano Instytut im. prof. Szajana.
Był orędownikiem Księgi Welesa, a także odrodzenia rodzimej wiary Ukraińców. Jak sam twierdził, ideę tę przyjął na górze Grehit (ukr. Ґрегіт) w Karpatach. W 1943 roku przed swoją emigracją do Zachodniej Europy założył organizację polityczno-religijną Zakon Rycerzy Boga Słońca. Kolejny jej oddział powstał już na emigracji, jednak zaprzestał działalności ze względu na rozproszenie jej członków; po śmierci Szajana, w 1981 roku, grupa jego uczniów zarejestrowała w Hamilton Zrzeszenie Ukraińców Rodzimej Wiary.

## Wybrane publikacje
Wśród publikacji autorstwa W. Szajana można wymienić następujące pozycje:
- Hymny Rygwedy. Wiązka pierwsza. Lwów: Nakładem autora [1936]. — 48 s.
- Hymny walki. Hymny Rygwedy. Wiązka druga. Lwów: Nakładem autora [1937]. — 48 s.
- Studiji nad wedijśkoju dumkoju (ukr. Студії над ведійською думкою, 1947),
- Najwyszcze Switło: Studija pro Swaroha i Chorosa (ukr. Найвище Світло: Студія про Сварога і Хороса, 1969),
- Najwyszcza Swiatist´: Studija pro Swantewyta (ukr. Найвища Святість: Студія про Свантевита, 1971),
- Dżereło syły ukrajinśkoji kultury (ukr. Джерело сили української культури, 1972),
- Hryhorij Skoworoda: Łycar Swiatoji Borni (ukr. Григорій Сковорода: Лицар Святої Борні, 1984).

Jego zebrane prace w języku ukraińskim zostały wydane jako Wira predkiw naszych (ukr. Віра предків наших, t. I, Hamilton (Canada), 1987, t. II, Lwów, 2019 ISBN 978-966-1635-75-2